# Pierrot aan de lantaarn
Pierrot aan de lantaarn is een hoorspel naar het gelijknamige korte toneelstuk (1919) van Martinus Nijhoff. Het werd door de KRO op dinsdag 2 april 1968 uitgezonden in het programma Dinsdagavondtheater. In dit herdenkingsprogramma (Nijhoff was toen 15 jaar geleden overleden) werd het gevolgd door een tweede hoorspel, Een idylle. De regisseur was Willem Tollenaar en de gitaarimprovisaties werden gespeeld door Frits Hes. Dit hoorspel duurde 18 minuten.

## Rolbezetting
- Jules Royaards (Pierrot)
- André van den Heuvel (Harlekijn)

## Inhoud
Dit is een wrang sprookje over de melancholicus Pierrot en ironicus Harlekijn. Hun ontmoeting is even tragisch als komisch. Pierrot en Harlekijn zijn twee extreme, groteske figuren. In hen zijn een onrealistische ras-optimist en een onverzettelijke pessimist te herkennen. Ze zijn elkaars tegenpool, hun levensvisies staan lijnrecht tegenover elkaar. Tot een compromis kunnen zij niet komen: het glas is of half vol, of half leeg. Uiteindelijk leidt hun extreme denken tot een extreme daad. Het pessimisme wordt, simpel als zij zelf, de das om gedaan. Lange tijd houden zij elkaar in evenwicht, maar wanneer de melancholie het wint van de ironie en zelfspot, leidt het onontkoombaar naar het einde: de strop. Een koelbloedig einde. Of niet? Clowns zijn geen mensen, maar in hun tweestrijd is wel een menselijke innerlijke strijd te herkennen. Een strijd om jezelf staande te houden, ook wanneer het tegenzit. In dit wrange sprookje vertolken Pierrot en Harlekijn deze strijd op ontroerende en humoristische wijze.